# The Catholic University of Korea
The Catholic University of Korea (koreanska: 가톨릭대학교) är ett universitet i Sydkorea.   Det ligger i kommunen Bucheon och provinsen Gyeonggi, i den nordvästra delen av landet, 18 km sydväst om huvudstaden Seoul. 